# Kerkbuurt (Oostzaan)
Kerkbuurt is een buurtschap en buurtwijk in de gemeente Oostzaan, in de Nederlandse provincie Noord-Holland.
Kerkbuurt is een van de drie buurtschappen die oorspronkelijk het lintdorp Oostzaan vormen. Het is gelegen tussen het Noordeinde en het Zuideinde. Het is niet ongewoon voor lintdorpen om van oorsprong te bestaan uit meerdere delen en dat deze delen als buurtschappen werden geduid. De hoofdkern bestaat in die gevallen vaak ook uit een middengedeelte waar een kerk werd gesticht. Deze kern bij deze kerk kreeg in nogal wat gevallen de naam kerkbuurt met zich mee. Het nabijgelegen Assendelft was ook zo'n lintdorp; hiervan is ook de hoofdkern Kerkbuurt genoemd, wat een eigen buurtschap gebleven is als onderdeel van het dorp Assendelft. Dit in tegenstelling tot bijvoorbeeld het lintdorp Berkhout, waarbij de buurtschap Kerkbuurt uiteindelijk is verdwenen als een echte eigen buurtschap.
In 1573 werden in Kerkbuurt en het Zuideinde van Oostzaan door Spaanse soldaten tijdens de Tachtigjarige Oorlog de kerk, vele huizen en de meelmolen "Het Wapen van Oostzaan" in brand gestoken. Allen werden uiteindelijk weer herbouwd in de jaren daarna. In Kerkbuurt werd in 1617 het Regthuys van de Ambachtsheerlijkheid Oostsanen gebouwd, net voor de grote bloei van Oostzaan. Kerkbuurt raakte in die periode onderverdeeld in een Westerkerkbuurt en Oosterkerkbuurt en op de grens met Zuideinde was er De Kathoek. Kerkbuurt was tot 1852 het centrum van de veemarkten van Oostzaan. De huidige Hervormde kerk werd in 1761 gebouwd.
Kerkbuurt werd net als de rest van de Oostzaner Polder viermaal serieus getroffen door een watersnoodramp. In 1786 een eerste maal toen de dijk Achterdichting doorbrak, een tweede maal in 1825 toen de Zuiderzeedijk bij de Stenen Beer van Durgerdam doorbrak. De derde en vierde maal gebeurden vlak achter elkaar. Op 16 januari 1916 liep het water gewoon over de Luyendijkje heen. De dijken bij Uitdam, Durgerdam en Katwoude waren eerder al, in de nacht van 13 op 14 januari, doorgebroken. Op 16 februari liep de polder opnieuw onder door een stevige storm. Pas op 24 maart kon worden begonnen met de polder droog te maken, een karwei dat op 1 april klaar was.
In 1860 werd het Regthuys gesloopt voor de nieuwbouw van het gemeentehuis. Dat jaar begon de familie Heijn het eerste winkeltje dat op 27 mei 1887 door de zoon van Jan Heijn, Albert Heijn sr., werd overgenomen. Hij ontwikkelde het winkeltje op de hoek van de Kerkbuurt met het Weerpad (later de Kerkstraat) tot een echte uitgebreide kruidenierszaak en daarna opende hij meerdere filialen. Uiteindelijk, na de dood van Albert Heijn sr., werd de kruidenierszaakketen de bekende Albert Heijn-supermarktketen. De Kerkbuurt werd samen met het noordelijke deel van Zuideinde serieus uitgebreid in de loop van de 20e eeuw. Tussen 1913 en de sloop in 1968 kende Kerkbuurt een grote gasfabriek aan de Kerkbuurt. De oude Kerkbuurtschool, die in 1885 nog serieus werd uitgebreid, werd in 2005 gesloopt.

## Buurtwijk
Naast dat het een buurtschap is van Oostzaan, vormt Kerkbuurt samen met het noordelijke deel van Zuideinde sinds de uitbreiding van de 20e eeuw het dorpscentrum van Oostzaan. De benaming Kerkbuurt wordt niet alleen gebruikt voor de eigenlijke buurtschap maar ook als benaming voor de buurtwijk. De buurtwijk beslaat het gebied van het dorpscentrum, met uitzondering van de Kerkstraat en het vroegere Weerpad. Deze wordt als een eigen kleine buurtwijk beschouwd, in 2008 had het 710 bewoners. Buurtwijk Kerkbuurt kende in 2008 in totaal 7140 bewoners.

Kaart van de buurtwijk

Dorp: Oostzaan     
Buurtschappen: Achterdichting · De Haal · De Heul · Kerkbuurt · Noordeinde · Zuideinde

Noord-Holland: Steden en dorpen in Noord-Holland      Nederland: Provincies · Gemeenten